# Иоасаф II
Патриа́рх Иоаса́ф II (прозвище Новото́ржец; ? — 17 (27) февраля 1672, Москва) — патриарх Московский и всея Руси (1667—1672), преемник Никона на Патриаршем престоле.

## Биография
Принял монашеский постриг в Новоторжском Борисоглебском монастыре в Торжке. Отсюда встречающееся в источниках прозвище патриарха Новоторжец. Примерно с 1648 года становится настоятелем Краснохолмского Антониева монастыря. На этой должности исправил неоконченное его предшественниками восстановление монастыря после постигших его бедствий. При нём возобновлена Воскресенская церковь, стоявшая с разорёнными престолами после литовского нашествия. В 1654 году стал архимандритом Владимирского Богородице-Рождественского монастыря, 25 апреля 1656 года — архимандритом Троице-Сергиева монастыря.

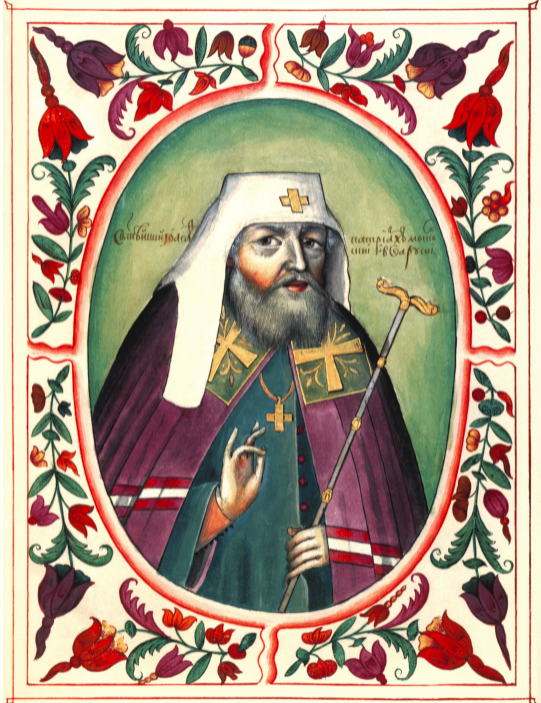
Портрет патриарха Иоасафа II из редакции Царского титулярника

В последнем вместе с братией горячо молился о победе россиян над поляками; говорили, что архимандрит обратил на себя внимание Алексея Михайловича благодаря чуду, ниспосланному московским войскам в виде крупной победы над неприятелем после трёхдневного поста и молитв троицкой братии.
Возведён на Московский патриарший престол патриархами Александрийским Паисием и Антиохийским Макарием 31 января 1667 года.
В мае 1667 года состоялось заключительное заседание Большого Московского Собора, изрёкшего анафему на старообрядцев, которые предавались «градскому суду», то есть государственному уголовному преследованию. Но фактическая роль Иоасафа в соборных деяниях была незначительна.
При нём изданы первые полемические сочинения против «раскольников»: «Сказание о соборных деяниях» и «Жезл правления» (1667) Симеона Полоцкого. Из Печатного двора вышли также: «Большой катехизис» и «Малый катехизис» (Симеона Полоцкого), «Цветная триодь» (1670) и «Постная триодь» (1672).
Соборное постановление об учреждения новых епархий на огромных новых территориях государства привело к организации только одной новой епархии — Белгородской.
Священников, придерживавшихся дониконовских обрядов, лишал мест и предавал в руки гражданских властей; преследованиям подвергались даже просфорницы, пёкшие просфоры с осьмиконечным крестом, которые были разосланы в наказание по монастырям (1668). В особом сочинении, разосланном всем священникам («Глас к священноначальникам»), он объяснял подробно смысл постановлений Собора о старых обрядах.
Заботясь о правильном иконописании, он издал «Выписку от Божих писаний о благолепном писании икон и обличение на неистово пишущих оные» (1668). В напечатанном им при «Служебнике» «соборном свитке» исчислен ряд постановлений Большого Московского собора 1667 года.
Поддерживал проповедническое слово в храме и деятельность миссионеров, распространившуюся на Крайнем Севере до Новой Земли, на Дальнем Востоке до Даурии. На Амуре, близ границы с Цинской империей, был основан Спасский монастырь (1671).
Скончался 17 (27) февраля 1672 года; погребён в Успенском соборе Московского Кремля у западной стены.